# Brachys barberi
Brachys barberi är en skalbaggsart som beskrevs av Fisher 1924. Brachys barberi ingår i släktet Brachys och familjen praktbaggar. Inga underarter finns listade i Catalogue of Life.